# Station Bodzentyn
Station Bodzentyn is een spoorwegstation in de Poolse plaats Bodzentyn.